# Ligue musulmane du Pakistan
Pour les articles homonymes, voir Ligue musulmane (homonymie).
La Ligue musulmane du Pakistan (anglais : Pakistan Muslim League, ourdou : پاکستان مسلم لیگ) est le nom porté par un parti politique fondé en 1962 en soutien au président Muhammad Ayub Khan et qui a succédé à la Ligue musulmane. Le parti se divise rapidement sous la présidence de celui-ci.
L'histoire de ce parti est marquée par des divisions récurrentes qui ont conduit à la création de nombreuses factions au cours des années. Chacune a constitué un parti politique autonome en fonction des divergences, se réclamant souvent héritier de la Ligue originelle. La plupart ont adopté le nom « Ligue musulmane du Pakistan », symboliquement historique, en l'associant à une lettre ou un nom pour identifier la faction. Depuis les années 1990, la Ligue musulmane du Pakistan (N) s'impose toutefois comme la plus importante.

## Origine: la Ligue musulmane

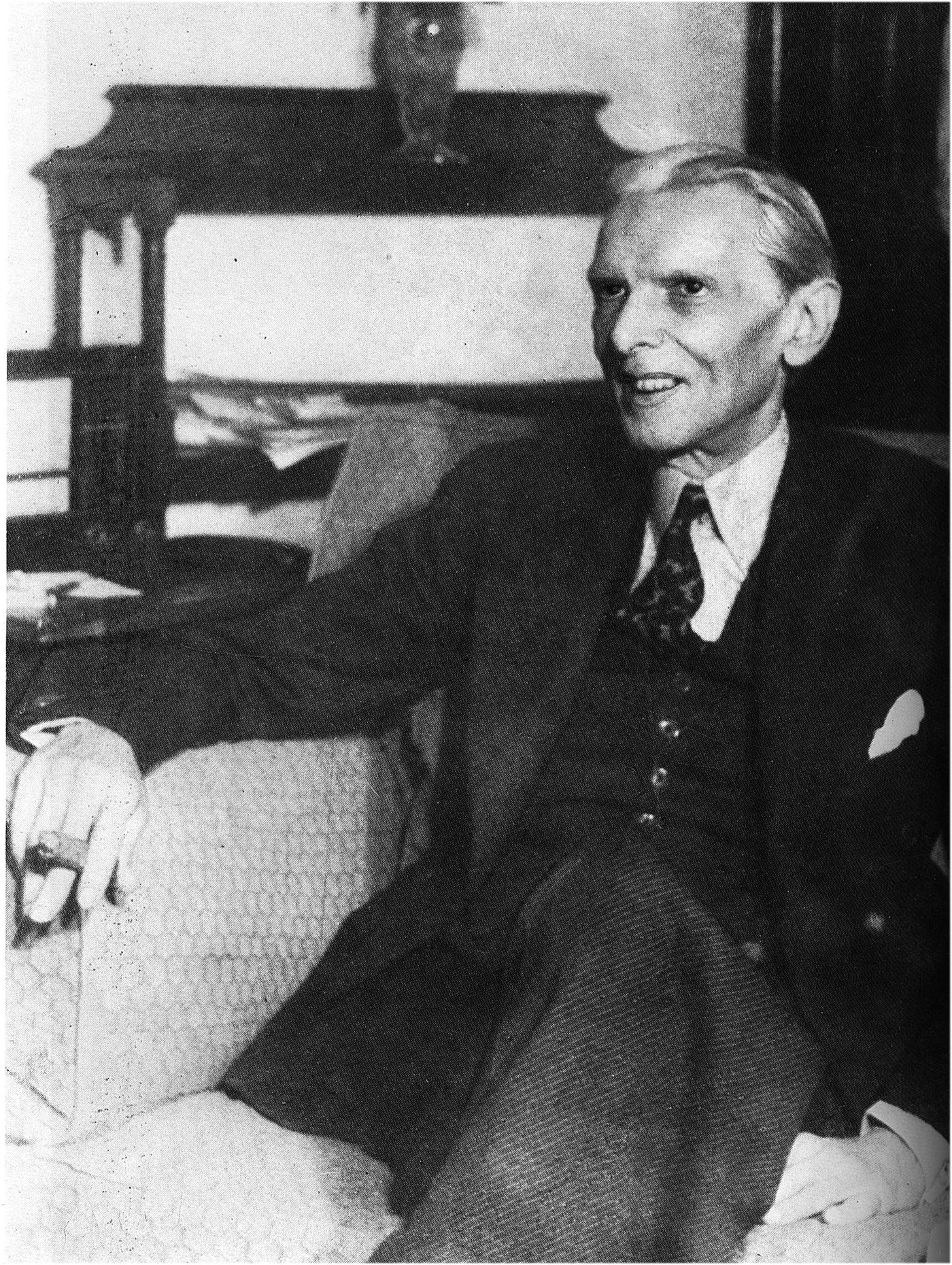
Muhammad Ali Jinnah, fondateur du Pakistan.

À l'origine, la Ligue musulmane (All-India Muslim League) est un parti politique fondé en 1906 sous le Raj britannique. Il s'est à la base fixé pour objectif la représentation des musulmans du sous-continent indien et l'amélioration de leurs conditions socio-économiques. Son fief est situé dans les Provinces unies et il est surtout composé de l'élite musulmane, inquiète de l'émergence du Congrès national indien. Le processus de démocratisation de l'Inde pouvant aboutir à la marginalisation des musulmans qui sont largement minoritaires, la Ligue musulmane milite pour des électorats séparés. Sous la direction de Muhammad Ali Jinnah, la ligue opte finalement pour l'indépendance des musulmans puis pour la création du Pakistan,.
À la fondation du Pakistan le 14 août 1947, la Ligue musulmane est dissoute alors que son nom, en anglais la All-India Muslim League, fait référence à un pays dans lequel il ne se situe plus. Le parti conserve le nom de Ligue musulmane (Muslim League en anglais) mais abandonne sa forme longue qui faisait référence à l'Inde. Il est le principal parti de l'Assemblée constituante. Les divisions et factions rivales commencent rapidement à apparaitre après la mort de Jinnah le 11 septembre 1948. Dès 1949, une faction dissidente est créée par le Bengali Huseyn Shaheed Suhrawardy, la All Pakistan Awami Muslim League. La même année, exclu de son parti, Iftikhar Mamdot fonde la Jinnah Muslim League. L'année suivante, les deux hommes se réunissent pour former la Jinnah Awami Muslim League. Alors que des dissidents de gauche quittent à leur tour la Ligue musulmane, ils se réunissent avec des membres du Jinnah Awami pour fonder en 1957 le Parti Awami national, surtout implanté dans le Pakistan oriental. Muhammad Ayub Khuhro fonde en 1952 une nouvelle section dissidente de la Ligue musulmane dans le Sind. 
Lors des élections provinciales de 1951 et 1953, la Ligue musulmane conserve pourtant une large majorité dans les provinces du Pakistan occidental. Toutefois, les élections provinciales côté oriental aboutissent à une marginalisation de la Ligue musulmane au profit d'un front d'opposition, qui donnera naissance à la Ligue Awami. À partir de 1955, la Ligue musulmane subit la concurrence d'une nouvelle formation : le Parti républicain fondé par Iskander Mirza. En 1958, à la suite du coup d’État du général Muhammad Ayub Khan, les partis politiques sont interdits. La Ligue musulmane est alors dissoute et disparait définitivement sous ce nom.

## Fondation et scissions
En 1962, alors que le président Muhammad Ayub Khan met fin à la loi martiale et remet en place un ordre constitutionnel, il fonde la Ligue musulmane du Pakistan. Le parti repart pourtant immédiatement dans les luttes factieuses, alors qu'une première section soutient Ayub Khan (la Convention de la Ligue musulmane) et un autre menée par Abdul Qayyum Khan et Mumtaz Daultana s'y oppose (le Conseil de la Ligue musulmane). Ayub Khan quitte le pouvoir en 1969, mais Qayyum Khan fonde sa Ligue avec le soutien du pouvoir pour participer aux élections législatives de 1970, mais ne remporte que quelques sièges,. 
En 1965, la Ligue musulmane du Pakistan (F) est fondée par Fatima Jinnah, avec le soutien de Pir Pagara. La LMP-F s'oppose à Ayub Khan puis à Zulfikar Ali Bhutto et au Parti du peuple pakistanais. En 1973, elle est élargie par la fusion de la Convention de la Ligue musulmane et du Conseil de la Ligue musulmane. Lors des élections législatives de 1977, cette Ligue rejoint une coalition de partis conservateurs ou islamistes de l'opposition, l'Alliance nationale du Pakistan. 
À la suite du coup d’État du général Muhammad Zia-ul-Haq le 5 juillet 1977, la Ligue musulmane du Pakistan (F) soutient le putsch, tandis que les opposants à celui-ci forment leur propre faction, qui s'allie au PPP, la Ligue musulmane du Pakistan (Qasim). 
En 1985, Muhammad Khan Junejo et le Pir Pagaro refondent sur la base de la LMP-F, une nouvelle Ligue unifiée, en soutien au président Zia-ul-Haq. La LMP-F reprend son indépendance peu après, à la suite de l'élection de Junejo à la tête du parti.

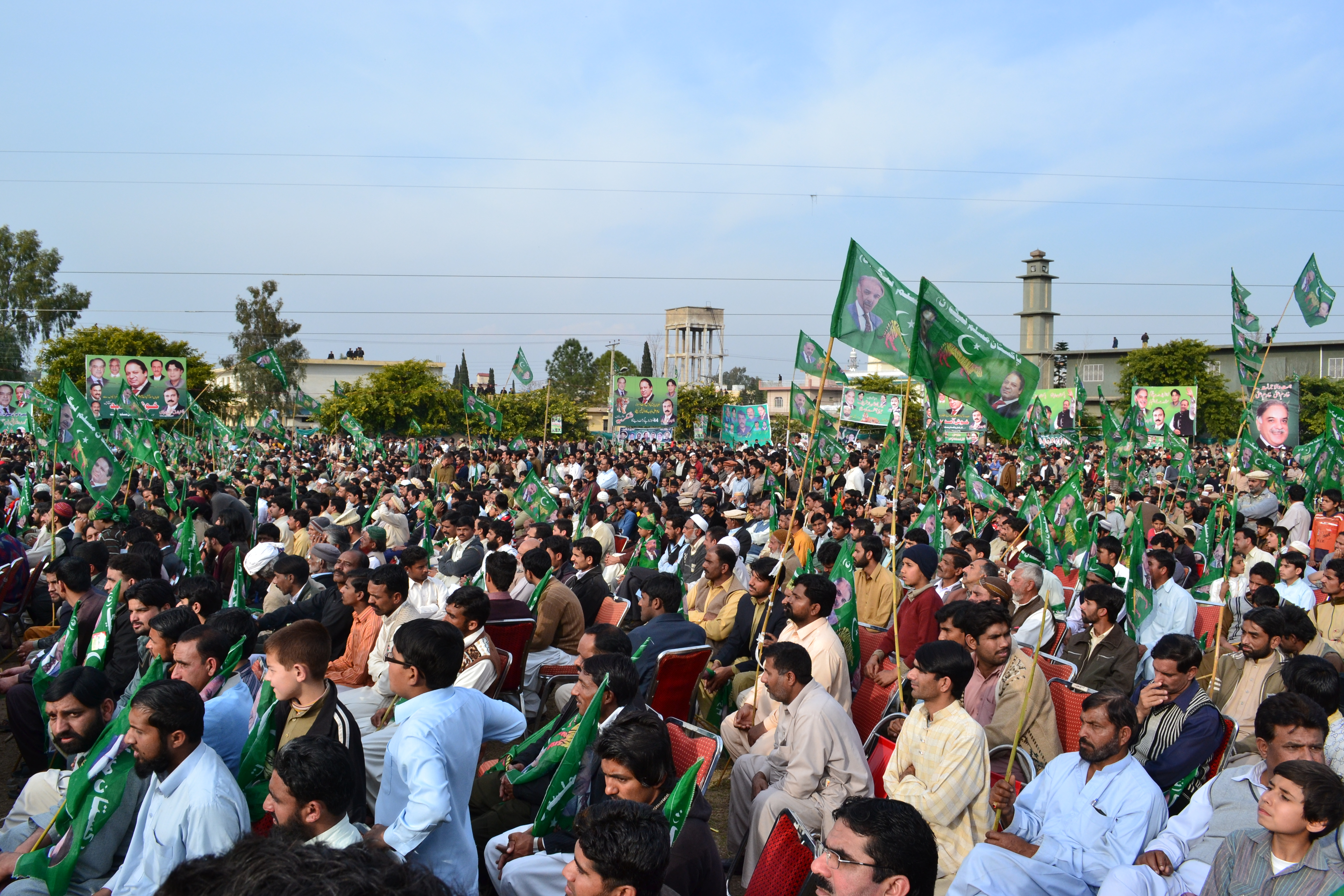
Rassemblement politique de la Ligue musulmane du Pakistan (N) à l'occasion des élections législatives de 2013.

À la mort du président Muhammad Zia-ul-Haq en 1988, la Ligue musulmane du Pakistan connaît des dissensions internes, entre la faction dirigée par Muhammad Khan Junejo et l'autre par Nawaz Sharif. Le parti forme l'Alliance démocratique islamique pour les élections législatives de la même année, puis celles de 1990. À la mort de Junejo en 1993, ses partisans forment leur propre parti, la Ligue musulmane du Pakistan (J), tandis que celle de Nawaz prend le nom de Ligue musulmane du Pakistan (N). Toutefois, à l'occasion des élections de 1993, la faction du Premier ministre Nawaz Sharif prend alors l'ascendant sur celle menée les partisans de Junejo, qui s'allient au PPP, et la PML-N remporte ensuite une très large majorité absolue aux élections législatives de 1997.
À la suite du coup d’État du général Pervez Musharraf le 12 octobre 1999, une nouvelle faction est créée en 2002 par scission de la PML(N) pour soutenir le nouveau dirigeant : la Ligue musulmane du Pakistan (Q). Celle-ci remporte les élections législatives de 2002, mais sera de nouveau dépassée par la Ligue musulmane du Pakistan (N) dès les élections législatives de 2008,. Chacune d'entre elles revendique l'héritage historique de la Ligue musulmane, ainsi le « Q » de la Ligue de 2002 fait référence au « Quaid e Azam » (Commandant suprême), le surnom du fondateur du pays, Muhammad Ali Jinnah. Nawaz Sharif a également revendiqué cet héritage.
Lors des élections législatives de 2013, cinq factions de la Ligue remportent au moins un siège à l'Assemblée nationale :
- la Ligue musulmane du Pakistan (N) (N pour Nawaz Group) avec 189 sièges ;
- la Ligue musulmane du Pakistan (F) (F pour Functional), avec 5 sièges ;
- la Ligue musulmane du Pakistan (Q) (Q pour Quaid e Azam Group), avec deux sièges ;
- la Ligue musulmane du Pakistan (Z) (Z pour Zia-ul-Haq Shaheed), avec un siège ;
- la Ligue musulmane de tout le Pakistan, avec un siège.